# Егијон
Егијон (фр. Aiguillon) насеље је и општина у југозападној Француској у региону Аквитанија, у департману Лот и Гарона која припада префектури Ажан.
По подацима из 2007. године у општини је живело 4344 становника, а густина насељености је износила 154 становника/km². Општина се простире на површини од 28,28 km². Налази се на средњој надморској висини од 41 метар (максималној 168 m, а минималној 22 m).

## Демографија
| 1962. | 1968. | 1975. | 1982. | 1990. | 1999. | 2007. | 2011. |
| ----- | ----- | ----- | ----- | ----- | ----- | ----- | ----- |
| 3.409 | 3.754 | 3.867 | 4.121 | 4.169 | 4.219 | 4.344 | 4.283 |

График промене броја становника у току последњих година